# James Knox (Radsportler)
James Knox (* 4. November 1995 in Kendal) ist ein britischer Radrennfahrer.

## Sportliche Laufbahn
Knox fuhr in den Jahren 2016 und 2017 für das UCI Continental Team Wiggins. Er wurde 2017 Zweiter bei Lüttich–Bastogne–Lüttich Espoirs und als Teil des britischen Nationalteams Achter der Gesamtwertung des UCI-Nations’-Cup-U23-Rennens Tour de l’Avenir.
Zur Saison 2018 wechselte Knox zum UCI WorldTeam Quick-Step Floors. Als Achter der UAE Tour 2019 konnte er seine erste vordere Platzierungen bei einem UCI-WorldTour-Rennen erreichen. Bei der Vuelta a España im selben Jahr wurde er Elfter.

## Erfolge
2018
- Mannschaftszeitfahren Adriatica Ionica Race

## Grand Tour-Platzierungen
| Grand Tour            | 2019 | 2020 | 2021 | 2022 | 2023 | 2024 | 2025 |
| --------------------- | ---- | ---- | ---- | ---- | ---- | ---- | ---- |
| Giro d’ItaliaGiro     | DNF  | 14   | 53   | 81   | –    | –    | 19   |
| Tour de FranceTour    | –    | –    | –    | –    | –    | –    |      |
| Vuelta a EspañaVuelta | 11   | –    | 100  | –    | 65   | 67   |      |

## Teams
- 2016 Etixx-Quick Step
- 2017 Quick-Step Floors
- 2018 Quick-Step Floors
- 2019 Deceuninck-Quick-Step
- 2019 Deceuninck-Quick-Step
- 2020 Deceuninck-Quick-Step
- 2021 Deceuninck-Quick-Step